# Campeonato Brasileño de Fútbol 2017
El Campeonato Brasileño de Fútbol 2017 fue una competencia organizada por la Confederación Brasileña de Fútbol (CBF) relacionada con las cuatro divisiones nacionales: Serie A, Serie B, Serie C y Serie D. Iniciará el 13 de mayo de 2017 y concluyó el 3 de diciembre.

## Serie A
Disputada en sistema de puntos donde todos los equipos se enfrentaron en partidos de ida y vuelta. Los primeros puestos clasificaron a la Copa Libertadores 2018 y a la Copa Sudamericana 2018. Los últimos cuatro equipos quedaron relegados a la Serie B 2018.

### Participantes
| Equipo              | Ciudad / Estado    | Estadio                                       | Posición 2016 |
| ------------------- | ------------------ | --------------------------------------------- | ------------- |
| Atlético Goianiense | Goiânia, GO        | Estadio Olímpico Pedro Ludovico Serra Dourada | Ascendió      |
| Atlético Mineiro    | Belo Horizonte, MG | Independência                                 | 4.°           |
| Atlético Paranaense | Curitiba, PR       | Arena da Baixada                              | 6.°           |
| Avaí                | Florianópolis, SC  | Ressacada                                     | Ascendió      |
| Bahía               | Salvador, BA       | Arena Fonte Nova                              | Ascendió      |
| Botafogo            | Río de Janeiro, RJ | Estadio Nilton Santos                         | 5.°           |
| Chapecoense         | Chapecó, SC        | Arena Condá                                   | 11.°          |
| Corinthians         | São Paulo, SP      | Arena Corinthians                             | 7.°           |
| Coritiba            | Curitiba, PR       | Couto Pereira                                 | 15.°          |
| Cruzeiro            | Belo Horizonte, MG | Mineirão                                      | 12.°          |
| Flamengo            | Río de Janeiro, RJ | Estadio Ilha do Urubu Maracaná                | 3.°           |
| Fluminense          | Río de Janeiro, RJ | Maracaná                                      | 13.°          |
| Grêmio              | Porto Alegre, RS   | Arena do Grêmio                               | 9.°           |
| Palmeiras           | São Paulo, SP      | Allianz Parque                                | 1.°           |
| Ponte Preta         | Campinas, SP       | Moisés Lucarelli                              | 8.°           |
| Santos              | Santos, SP         | Vila Belmiro                                  | 2.°           |
| São Paulo           | São Paulo, SP      | Morumbi                                       | 10.°          |
| Sport               | Recife, PE         | Ilha do Retiro                                | 14.°          |
| Vasco da Gama       | Río de Janeiro, RJ | São Januário                                  | Ascendió      |
| Vitória             | Salvador, BA       | Barradão                                      | 16.°          |

### Clasificación
Información según la Confederación Brasileña de Fútbol.
| Pos. | Equipo                  | Pts. | PJ | PG | PE | PP | GF | GC | Dif. |
| ---- | ----------------------- | ---- | -- | -- | -- | -- | -- | -- | ---- |
| 1.º  | Corinthians (C)         | 72   | 38 | 21 | 9  | 8  | 50 | 30 | 20   |
| 2.º  | Palmeiras               | 63   | 38 | 19 | 6  | 13 | 61 | 45 | 16   |
| 3.º  | Santos                  | 63   | 38 | 17 | 12 | 9  | 42 | 32 | 10   |
| 4.º  | Grêmio                  | 62   | 38 | 18 | 8  | 12 | 55 | 36 | 19   |
| 5.º  | Cruzeiro                | 57   | 38 | 15 | 12 | 11 | 47 | 39 | 8    |
| 6.º  | Flamengo                | 56   | 38 | 15 | 11 | 12 | 49 | 38 | 11   |
| 7.º  | Vasco da Gama           | 56   | 38 | 15 | 11 | 12 | 40 | 47 | −7   |
| 8.º  | Chapecoense             | 54   | 38 | 15 | 9  | 14 | 47 | 49 | −2   |
| 9.º  | Atlético Mineiro        | 54   | 38 | 14 | 12 | 12 | 52 | 49 | 3    |
| 10.º | Botafogo                | 53   | 38 | 14 | 11 | 13 | 45 | 42 | 3    |
| 11.º | Atlético Paranaense     | 51   | 38 | 14 | 9  | 15 | 45 | 43 | 2    |
| 12.º | Bahía                   | 50   | 38 | 13 | 11 | 14 | 50 | 48 | 2    |
| 13.º | São Paulo               | 50   | 38 | 13 | 11 | 14 | 48 | 49 | −1   |
| 14.º | Fluminense              | 47   | 38 | 11 | 14 | 13 | 50 | 53 | −3   |
| 15.º | Sport Recife            | 45   | 38 | 12 | 9  | 17 | 46 | 58 | −12  |
| 16.º | Vitória                 | 43   | 38 | 11 | 10 | 17 | 50 | 58 | −8   |
| 17.º | Coritiba (D)            | 43   | 38 | 11 | 10 | 17 | 42 | 51 | −9   |
| 18.º | Avaí (D)                | 43   | 38 | 10 | 13 | 15 | 29 | 48 | −19  |
| 19.º | Ponte Preta (D)         | 39   | 38 | 10 | 9  | 19 | 37 | 52 | −15  |
| 20.º | Atlético Goianiense (D) | 36   | 38 | 9  | 9  | 20 | 38 | 56 | −18  |

|  | Campeón. Clasifica a la fase de grupos de la Copa Libertadores 2018. (C) |
|  | Clasifica a la fase de grupos de la Copa Libertadores 2018.              |
|  | Clasifica a la fase preclasificatoria de la Copa Libertadores 2018.      |
|  | Clasifica a la primera fase de la Copa Sudamericana 2018.                |
|  | Desciende a la Serie B 2018. (D)                                         |

| Bandera del estado de São Paulo |
| Campeón                         |
| Corinthians 7.° título          |

1. ↑  Campeón de la Copa Libertadores 2017.
2. ↑  Campeón de la Copa de Brasil 2017.

## Serie B
Disputada con las mismas reglas que la Serie A, donde todos los equipos se enfrentaron en partidos de ida y vuelta. Los primeros cuatro puestos clasificaron directamente a la Serie A 2018, mientras que los últimos cuatro equipos quedaron relegados a la Serie C 2018.

### Participantes
| Equipo            | Ciudad / Estado        | Estadio                            | Posición 2016  |
| ----------------- | ---------------------- | ---------------------------------- | -------------- |
| ABC               | Natal, RN              | Frasqueirão                        | 4º (Serie C)   |
| América Mineiro   | Belo Horizonte, MG     | Independência                      | 20.° (Serie A) |
| Boa Esporte       | Varginha, MG           | Melão                              | 1° (Serie C)   |
| Brasil de Pelotas | Pelotas, RS            | Bento Freitas                      | 11.°           |
| Ceará             | Fortaleza, CE          | Arena Castelão                     | 10.°           |
| CRB               | Maceió, AL             | Estadio Rei Pelé                   | 07.°           |
| Criciúma          | Criciúma, SC           | Estadio Heriberto Hülse            | 08.°           |
| Figueirense       | Florianópolis, SC      | Estadio Orlando Scarpelli          | 18.° (Serie A) |
| Goiás             | Goiânia, GO            | Estadio Serra Dourada              | 13.°           |
| Guaraní           | Campinas, SP           | Estadio Brinco de Ouro da Princesa | 02° (Serie C)  |
| Internacional     | Porto Alegre, RS       | Estadio Beira-Rio                  | 17.° (Serie A) |
| Juventude         | Caxias do Sul, RS      | Estadio Alfredo Jacon              | 03° (Serie C)  |
| Londrina          | Londrina, PR           | Estadio do Café                    | 06.°           |
| Luverdense        | Lucas do Río Verde, MT | Passo das Emas                     | 09.°           |
| Náutico           | Recife, PE             | Arena Pernambuco                   | 05.°           |
| Oeste             | Barueri, SP            | Arena Barueri                      | 16.°           |
| Paraná            | Curitiba, PR           | Vila Campanema                     | 15.°           |
| Paysandu          | Belém, PA              | Curuzu                             | 14.°           |
| Santa Cruz        | Recife, PE             | Arruda                             | 19.° (Serie A) |
| Vila Nova         | Goiânia, GO            | Serra Dourada                      | 12.°           |

### Clasificación
Información según la Confederación Brasileña de Fútbol.
| Pos. | Equipo              | Pts. | PJ | PG | PE | PP | GF | GC | Dif. |
| ---- | ------------------- | ---- | -- | -- | -- | -- | -- | -- | ---- |
| 1.º  | América Mineiro (C) | 73   | 38 | 20 | 13 | 5  | 46 | 25 | 21   |
| 2.º  | Internacional       | 71   | 38 | 20 | 11 | 7  | 54 | 26 | 28   |
| 3.º  | Ceará               | 67   | 38 | 19 | 10 | 9  | 46 | 32 | 14   |
| 4.º  | Paraná              | 64   | 38 | 18 | 10 | 10 | 49 | 28 | 21   |
| 5.º  | Londrina            | 62   | 38 | 18 | 8  | 12 | 56 | 46 | 10   |
| 6.º  | Oeste               | 59   | 38 | 14 | 17 | 7  | 43 | 31 | 12   |
| 7.º  | Vila Nova           | 58   | 38 | 15 | 13 | 10 | 38 | 30 | 8    |
| 8.º  | Brasil de Pelotas   | 51   | 38 | 15 | 6  | 17 | 43 | 50 | −7   |
| 9.º  | Juventude           | 51   | 38 | 13 | 12 | 13 | 35 | 38 | −3   |
| 10.º | Boa Esporte         | 50   | 38 | 12 | 14 | 12 | 40 | 42 | −2   |
| 11.º | Paysandu            | 48   | 38 | 13 | 9  | 16 | 41 | 41 | 0    |
| 12.º | Figueirense         | 48   | 38 | 12 | 12 | 14 | 44 | 49 | −5   |
| 13.º | Criciúma            | 48   | 38 | 12 | 12 | 14 | 41 | 46 | −5   |
| 14.º | Goiás               | 45   | 38 | 12 | 9  | 17 | 35 | 46 | −11  |
| 15.º | CRB                 | 45   | 38 | 12 | 9  | 17 | 35 | 50 | −15  |
| 16.º | Guaraní             | 44   | 38 | 11 | 11 | 16 | 36 | 46 | −10  |
| 17.º | Luverdense (D)      | 44   | 38 | 10 | 14 | 14 | 38 | 40 | −2   |
| 18.º | Santa Cruz (D)      | 37   | 38 | 8  | 13 | 17 | 43 | 54 | −11  |
| 19.º | ABC (D)             | 34   | 38 | 9  | 7  | 22 | 28 | 49 | −21  |
| 20.º | Náutico (D)         | 32   | 38 | 8  | 8  | 22 | 29 | 51 | −22  |

|  | Campeón. Asciende a la Serie A 2018. (C) |
|  | Asciende a la Serie A 2018.              |
|  | Desciende a la Serie C 2018. (D)         |

## Serie C
La serie C del Campeonato de Fútbol de 2017 fue la vigésimo octava edición del campeonato de tercera categoría del fútbol brasileño. Contó con la participación de 20 equipos incluyendo los equipos descendidos de la Serie B 2016 y los ascendidos de la Serie D 2016.

### Participantes
| Equipo              | Ciudad                | Estadio             | Capacidad | Posición 2016 |
| ------------------- | --------------------- | ------------------- | --------- | ------------- |
| ASA                 | Arapiraca, AL         | Fumeirão            | 15 000    | 8°            |
| Botafogo - PB       | João Pessoa, PB       | Almeidão - PB       | 19 000    | 7°            |
| Botafogo - SP       | Ribeirão Preto, SP    | Santa Cruz          | 29 292    | 5°            |
| Bragantino          | Bragança Paulista, SP | Nabi Abi Chedid     | 17 000    | 19° (Serie B) |
| Confiança           | Aracaju, SE           | Baptistão           | 14 000    | 14°           |
| CSA                 | Maceió, AL            | Rei Pelé            | 20 551    | 2º (Serie D)  |
| Cuiabá              | Cuiabá, MT            | Arena Pantanal      | 44 000    | 12°           |
| Fortaleza           | Fortaleza, CE         | Arena Castelão      | 63 903    | 6°            |
| Joinville           | Joinville, SC         | Arena Joinville     | 22 400    | 17° (Serie B) |
| Macaé               | Macaé, RJ             | Moacyrzão           | 15 000    | 16°           |
| Mogi Mirim          | Mogi Mirim, SP        | Vail Chaves         | 19 900    | 13°           |
| Moto Club           | São Luís, MA          | Castelão            | 40 000    | 4° (Serie D)  |
| Remo                | Belém, PA             | Mangueirão          | 45 007    | 11°           |
| Salgueiro           | Salgueiro, PE         | Salgueirão          | 12 000    | 15º           |
| Sampaio Corrêa      | São Luís, MA          | Castelão            | 40 000    | 20° (Serie B) |
| São Bento           | Sorocaba, SP          | Walter Ribeiro      | 13 772    | 3° (Serie D)  |
| Tombense            | Tombos, MG            | Almeidão - MG       | 3 050     | 9°            |
| Tupi                | Juiz de Fora, MG      | Mario Helênio       | 31 800    | 18° (Serie B) |
| Volta Redonda       | Volta Redonda, RJ     | Raulino de Oliveira | 20 255    | 1° (Serie D)  |
| Ypiranga de Erechim | Erechim, RS           | Colosso da Lagoa    | 30 000    | 10º           |

### Clasificación
Información según la Confederación Brasileña de Fútbol.
| Pos. | Equipo              | Pts. | PJ | PG | PE | PP | GF | GC | Dif. |
| ---- | ------------------- | ---- | -- | -- | -- | -- | -- | -- | ---- |
| 1.º  | CSA                 | 45   | 24 | 12 | 9  | 3  | 27 | 14 | 13   |
| 2.º  | Fortaleza           | 35   | 24 | 9  | 8  | 7  | 26 | 20 | 6    |
| 3.º  | São Bento           | 38   | 22 | 10 | 8  | 4  | 23 | 11 | 12   |
| 4.º  | Sampaio Corrêa      | 37   | 22 | 10 | 7  | 5  | 28 | 24 | 4    |
| 5.º  | Tupi                | 31   | 20 | 8  | 7  | 5  | 22 | 20 | 2    |
| 6.º  | Volta Redonda       | 26   | 20 | 6  | 8  | 6  | 25 | 19 | 6    |
| 7.º  | Tombense            | 26   | 20 | 6  | 8  | 6  | 19 | 20 | −1   |
| 8.º  | Confiança           | 26   | 20 | 6  | 8  | 6  | 23 | 27 | −4   |
| 9.º  | Joinville           | 25   | 18 | 6  | 7  | 5  | 28 | 23 | 5    |
| 10.º | Botafogo - SP       | 25   | 18 | 6  | 7  | 5  | 25 | 20 | 5    |
| 11.º | Salgueiro           | 24   | 18 | 7  | 3  | 8  | 19 | 16 | 3    |
| 12.º | Ypiranga de Erechim | 23   | 18 | 5  | 8  | 5  | 23 | 21 | 2    |
| 13.º | Cuiabá              | 23   | 18 | 4  | 11 | 3  | 17 | 17 | 0    |
| 14.º | Remo                | 22   | 18 | 5  | 7  | 6  | 19 | 21 | −2   |
| 15.º | Botafogo - PB       | 21   | 18 | 6  | 3  | 9  | 18 | 21 | −3   |
| 16.º | Bragantino          | 21   | 18 | 4  | 9  | 5  | 16 | 19 | −3   |
| 17.º | Moto Club           | 20   | 18 | 5  | 5  | 8  | 18 | 20 | −2   |
| 18.º | Macaé               | 19   | 18 | 5  | 4  | 9  | 16 | 28 | −12  |
| 19.º | Mogi Mirim          | 13   | 18 | 3  | 4  | 11 | 15 | 34 | −19  |
| 20.º | ASA                 | 13   | 18 | 2  | 7  | 9  | 11 | 23 | −12  |

|  | Campeón. Clasifica al Serie B 2018 |
|  | Clasifican a la Serie B 2018       |
|  | Descienden a la Serie D 2018       |

## Serie D
La Serie D del Campeonato de 2017 fue la novena edición del campeonato de cuarta categoría del fútbol brasileño. Contó con la participación de 68 equipos, los cuales clasificaron por sus respectivos torneos estatales o por campeonatos organizados por cada una de las federaciones. Además, muchos de los equipos que participaron en esta edición también fueron participantes en la temporada anterior.

### Participantes
| Estado                                     | Equipo                                                              | Vía de clasificación |
| ------------------------------------------ | ------------------------------------------------------------------- | --- |
| Acre 2 cupos                               | Atlético Acreano Río Branco - AC                                    | Campeón del Campeonato Acreano 2016 Subcampeón del Campeonato Acreano 2016 |
| Alagoas 2 cupos                            | Murici Coruripe                                                     | Mejor ubicado del Campeonato Alagoano 2016 Segundo mejor ubicado del Campeonato Alagoano 2016 |
| Amapá 2 cupo                               | Santos - AP Trem                                                    | Campeón de Campeonato Amapaense 2016 Subcampeón de Campeonato Amapaense 2016 |
| Amazonas 2 cupos                           | Fast Clube Princesa do Solimões                                     | Campeón del Campeonato Amazonense 2016 Subcampeón del Campeonato Amazonense 2016 |
| Bahía 3 cupos                              | Jacobina Juazeirense Fluminense de Feira                            | Subcampeón de la Copa Governador 2016 Mejor ubicado del Campeonato Baiano 2016 Segundo mejor ubicado del Campeonato Baiano 2016 |
| Ceará 2 cupos                              | Guaraní de Juazeiro Guarany de Sobral                               | Mejor ubicado del Campeonato Cearense 2016 Segundo mejor ubicado del Campeonato Cearense 2016 |
| Distrito Federal 2 cupos                   | Luziânia Ceilândia                                                  | Campeón del Campeonato Brasiliense 2016 Subcampeón del Campeonato Brasiliense 2016 |
| Espírito Santo 2 cupos                     | Desportiva Ferroviária Espírito Santo                               | Campeón del Campeonato Capixaba 2016 Campeón del Torneo Selectivo para la Serie D 2017 |
| Goiás 3 cupos                              | Anápolis Itumbiara Aparecidense                                     | Mejor ubicado del Campeonato Goiano 2016 Segundo mejor ubicado del Campeonato Goiano 2016 Tercer mejor ubicado del Campeonato Goiano 2016 |
| Maranhão 2 cupos                           | Maranhão Cordino                                                    | Mejor ubicado del Campeonato Maranhense 2016 Segundo mejor ubicado del Campeonato Maranhense 2016 |
| Mato Grosso 2 cupos                        | Sinop União Rondonópolis                                            | Mejor ubicado del Campeonato Matogrossense 2016 Segundo mejor ubicado del Campeonato Matogrossense 2016 |
| Mato Grosso del Sur 2 cupos                | Sete de Setembro Comercial - MS                                     | Campeón del Campeonato Sul-Matogrossense 2016 Subcampeón del Campeonato Sul-Matogrossense 2016 |
| Minas Gerais 3 cupos                       | URT Caldense Villa Nova                                             | Mejor ubicado del Campeonato Mineiro 2016 Segundo mejor ubicado del Campeonato Mineiro 2016 Tercer mejor ubicado del Campeonato Mineiro 2016 |
| Pará 2 cupos                               | São Francisco São Raimundo - PA                                     | Mejor ubicado del Campeonato Paraense 2016 Segundo mejor ubicado del Campeonato Parense 2016 |
| Paraíba 3 cupos                            | Campinense Sousa                                                    | Mejor ubicado del Campeonato Paraibano 2016 Segundo mejor ubicado del Campeonato Paraibano 2016 |
| Paraná 3 cupos                             | Operário - PR PSTC Foz do Iguaçu                                    | Campeón de la Copa FPF de 2016 Mejor ubicado del Campeonato Paranaense 2016 Segundo mejor ubicado del Campeonato Paranaense 2016 |
| Pernambuco 3 cupos                         | Central América Pernambucano Atlético Pernambucano                  | Mejor ubicado del Grupo A del Campeonato Pernambucano 2016 Mejor ubicado del Grupo B del Campeonato Pernambucano 2016 Cuarto mejor ubicado del Campeonato Pernambucano 2016 |
| Piauí 2 cupos + 1 adicional                | Ríver Altos Parnahyba                                               | Puesto 19 del Campeonato Brasileño de Fútbol Serie C 2016 Mejor ubicado del Campeonato Piauiense 2016 Segundo mejor ubicado del Campeonato Piauiense 2016 |
| Río de Janeiro 3 cupos                     | Portuguesa - RJ Bangu Boavista                                      | Campeón de la Copa Río de 2016 Mejor ubicado del Campeonato Carioca 2016 Segundo mejor ubicado del Campeonato Carioca 2016 |
| Río Grande del Norte 2 cupos + 1 adicional | América de Natal Globo Potiguar                                     | Puesto 17 del Campeonato Brasileño de Fútbol Serie C 2016 Mejor ubicado del Campeonato Potiguar 2016 Segundo mejor ubicado del Campeonato Potiguar 2016 |
| Río Grande del Sur 3 cupos                 | São José - RS São Paulo - RS Novo Hamburgo                          | Mejor ubicado del Campeonato Gaúcho 2016 Segundo mejor ubicado del Campeonato Gaúcho 2016 Tercer mejor ubicado del Campeonato Gaúcho 2016 |
| Rondonia 2 cupos                           | Genus Real Ariquemes                                                | Subcampeón del Campeonato Rondoniense 2016 Mejor ubicado del Campeonato Rondoniense 2016 |
| Roraima 2 cupos                            | São Raimundo - RR Baré                                              | Campeón del Campeonato Roraimense 2016 Subcampeón del Campeonato Roraimense 2016 |
| São Paulo 4 cupos + 2 adicionales          | Portuguesa Ituano XV de Novembro Audax São Bernardo Red Bull Brasil | Puesto 18 del Campeonato Brasileño de Fútbol Serie C 2016 Cuarto mejor ubicado del Campeonato Paulista 2016 Campeón de la Copa Paulista 2016 Mejor ubicado del Campeonato Paulista 2016 Segundo mejor ubicado del Campeonato Paulista 2016 Tercer mejor ubicado del Campeonato Paulista 2016 |
| Santa Catarina 3 cupos                     | Brusque Internacional de Lages Metropolitano                        | Mejor ubicado del Campeonato Catarinense 2016 Segundo mejor ubicado del Campeonato Catarinense 2016 Tercer mejor ubicado del Campeonato Catarinense 2016 |
| Sergipe 2 cupos                            | Sergipe Itabaiana                                                   | Campeón del Campeonato Sergipano 2016 Subcampeón del Campeonato Sergipano 2016 |
| Tocantins 2 cupos                          | Gurupi Tocantins                                                    | Campeón del Campeonato Tocantinense 2016 Subcampeón del Campeonato Tocantinense 2016 |